# 462 Eriphyla
462 Eriphyla је астероид главног астероидног појаса. Приближан пречник астероида је 35,63 km,
а средња удаљеност астероида од Сунца износи 2,875 астрономских јединица (АЈ).
Инклинација (нагиб) орбите у односу на раван еклиптике је 3,190 степени, а орбитални период износи 1780,613 дана (4,875 године). Ексцентрицитет орбите астероида износи 0,083.
Апсолутна магнитуда астероида износи 9,23 а геометријски албедо 0,282.
Астероид је откривен 22. октобра 1900. године.